# Ruellia
Ruellia Plum. ex L., 1753 è un genere di piante angiosperme della famiglia delle Acantacee.

## Tassonomia
Il genere comprende le seguenti specie:
- Ruellia acutangula Nees
- Ruellia adenocalyx Lindau
- Ruellia adenostachya Lindau
- Ruellia affinis (Schrad.) T.Anderson
- Ruellia albopurpurea Benoist
- Ruellia alboviolacea Lindau
- Ruellia altoparadisiensis U.G.Fern., Kameyama & E.A.Tripp
- Ruellia amabilis S. Moore
- Ruellia amapensis Wassh.
- Ruellia amarilla E.A.Tripp & Luján
- Ruellia amoena Sessé & Moc.
- Ruellia amplexicaulis (Nees) Lindau
- Ruellia anamariae A.S.Reis, A.Gil & Kameyama
- Ruellia anaticollis Benoist
- Ruellia angolensis I.Darbysh. & E.A.Tripp
- Ruellia angustiflora (Nees) Lindau ex Rambo
- Ruellia angustifolia Sw.
- Ruellia angustior (Nees) Lindau
- Ruellia ansericollis Benoist
- Ruellia anthracina Leonard
- Ruellia antiquorum Wassh. & J.R.I. Wood
- Ruellia aquatica Leonard
- Ruellia asperula (Mart. & Nees) Lindau
- Ruellia aurantiaca Leonard
- Ruellia bahiensis (Nees) Morong
- Ruellia baikiei (Hook.) Benth. & Hook.f. ex Salomon
- Ruellia baurii C.B. Clarke
- Ruellia beckii Wassh. & J.R.I. Wood
- Ruellia beddomei C.B.Clarke
- Ruellia bella Craib
- Ruellia benedictina Chiov.
- Ruellia beniana J.R.I.Wood
- Ruellia beyrichiana Lindau
- Ruellia bignoniiflora S.Moore
- Ruellia biolleyi Lindau
- Ruellia blanchetiana Lindau
- Ruellia blechioides Sw.
- Ruellia blechum L.
- Ruellia blumei Steud.
- Ruellia bolivarensis Wassh.
- Ruellia boliviana Govaerts
- Ruellia boranica Ensermu
- Ruellia borneensis (S.Moore) E.A.Tripp & I.Darbysh.
- Ruellia bourgaei Hemsl.
- Ruellia brachysiphon (Nees) Hiern
- Ruellia bracteata R.Br.
- Ruellia brandbergensis Kers
- Ruellia breedlovei T.F. Daniel
- Ruellia brevifolia (Pohl) C.Ezcurra
- Ruellia bulbifera Lindau
- Ruellia burttii Vollesen
- Ruellia californica (Rose) I.M. Johnst.
- Ruellia calimensis Wassh.
- Ruellia capotyra Braz & I.H.F.Azevedo
- Ruellia capuronii Benoist
- Ruellia caracasana (Klotzsch & H.Karst. ex Nees) V.M.Badillo
- Ruellia carmenaemiliae Llamozas
- Ruellia carnea Balf. f.
- Ruellia caroliniensis (J.F. Gmel.) Steud.
- Ruellia cataractae U.G.Fern., Kameyama & E.A.Tripp
- Ruellia caucensis Leonard
- Ruellia cearensis Lindau
- Ruellia ceciliae U.G.Fern. & Kameyama
- Ruellia cedilloi Ramamoorthy
- Ruellia chamaedrys (Nees) Angely
- Ruellia chapadensis U.G.Fern., Kameyama & E.A.Tripp
- Ruellia chariessa Leonard
- Ruellia chartacea (T. Anderson) Wassh.
- Ruellia ciconiicollis Benoist
- Ruellia ciliata Hornem.
- Ruellia ciliatiflora Hook.
- Ruellia coccinea (L.) Vahl
- Ruellia colombiana Leonard
- Ruellia colonensis Wassh.
- Ruellia comonduensis T.F. Daniel
- Ruellia congoensis Benoist
- Ruellia consocialis Lindau
- Ruellia conzattii Standl.
- Ruellia cordata Thunb.
- Ruellia corynotheca F.Muell. ex Benth.
- Ruellia corzoi Tharp & F.A. Barkley
- Ruellia costaricensis (Oerst.) E.A.Tripp & McDade
- Ruellia costata Lindau
- Ruellia cuatrecasasii Wassh.
- Ruellia currorii T.Anderson
- Ruellia curupira E.C.O.Chagas & Costa-Lima
- Ruellia curviflora Nees & Mart.
- Ruellia cuyabensis Wassh.
- Ruellia cyanea (Nees) T. Anderson
- Ruellia decaryi Benoist
- Ruellia decipiens Nees
- Ruellia delascioi Wassh.
- Ruellia densa Hieron.
- Ruellia densiflora Hemsl.
- Ruellia dequairei Benoist
- Ruellia detonsa Benoist
- Ruellia devosiana Jacob-Makoy ex É.Morren
- Ruellia dielsii Mildbr.
- Ruellia dioscoridis Napper
- Ruellia discifolia Oliv.
- Ruellia discolor Lecchi ex Colla
- Ruellia dissidens Benoist
- Ruellia dissimilis J.B.Imlay
- Ruellia dissitifolia (Nees) Lindau
- Ruellia dissoluta Lindau
- Ruellia dolichosiphon Wassh. & J.R.I. Wood
- Ruellia domatiata I.Darbysh. & E.A.Tripp
- Ruellia domingensis (Nees) Lindau
- Ruellia donnell-smithii Leonard
- Ruellia drummondiana (Nees) A. Gray
- Ruellia drushelii Tharp & F.A. Barkley
- Ruellia edwardsae Tharp & F.A.Barkley
- Ruellia elegans Poir.
- Ruellia epallocaulos Leonard ex C. Ezcurra & Wassh.
- Ruellia eriocalyx Glaz. ex T.F.Daniel, E.A.Tripp & C.Ezcurra
- Ruellia erythropus (Nees) Lindau
- Ruellia eumorphantha Lindau
- Ruellia eurycodon Lindau
- Ruellia exilis McDade & E. Tripp
- Ruellia exostemma Lindau
- Ruellia exserta Wassh. & J.R.I. Wood
- Ruellia fiherenensis Benoist
- Ruellia filicalyx Lindau
- Ruellia fiorii Chiov.
- Ruellia floribunda Hook.
- Ruellia foetida Willd.
- Ruellia foliosepala T.F. Daniel
- Ruellia forsskaolii Thulin
- Ruellia fruticosa Sessé & Moc. ex DC.
- Ruellia fulgens (Bremek.) E. Tripp
- Ruellia fulgida Andrews
- Ruellia fulozinha E.C.O.Chagas & Costa-Lima
- Ruellia furcata (Nees) Lindau
- Ruellia galactophylla Chiov.
- Ruellia galeottii Leonard
- Ruellia geayi (Benoist) E.A.Tripp
- Ruellia geminiflora Kunth
- Ruellia gilva Wassh.
- Ruellia glandulifolia U.G.Fern., Kameyama & E.A.Tripp
- Ruellia glischrocalyx Lindau
- Ruellia golfodulcensis Durkee
- Ruellia gorgonensis Leonard
- Ruellia gracilis Rusby
- Ruellia grantii Leonard
- Ruellia grisea Leonard
- Ruellia gruicollis Benoist
- Ruellia guerrerensis T.F.Daniel
- Ruellia haematantha Lindau
- Ruellia haenkeana (Nees) Wassh.
- Ruellia hapalotricha Lindau
- Ruellia harveyana Stapf
- Ruellia hatschbachii U.G.Fern. & Kameyama
- Ruellia haughtii (Leonard) E.A.Tripp
- Ruellia helianthema (Nees) Profice
- Ruellia herbstii (Hook.) Hiern
- Ruellia heterosepala Benoist
- Ruellia heterotricha Deflers
- Ruellia hirsutissima (Nees) E.A.Tripp
- Ruellia hirsutoglandulosa (Oerst.) Hemsl.
- Ruellia holm-nielsenii Wassh.
- Ruellia hookeriana (Nees) Hemsl.
- Ruellia humboldtiana (Nees) Lindau
- Ruellia humilis Nutt.
- Ruellia hygrophila Mart.
- Ruellia hygrophiloides (Nees) Hemsl.
- Ruellia hypericoides (Nees) Lindau
- Ruellia incomta (Nees) Lindau
- Ruellia indecora Benoist
- Ruellia inflata Rich.
- Ruellia insignis Balf.f.
- Ruellia insurrecta E.C.O.Chagas & Costa-Lima
- Ruellia intermedia Leonard
- Ruellia inundata Kunth
- Ruellia ischnopoda Leonard
- Ruellia jaliscana Standl.
- Ruellia japurensis Mart.
- Ruellia jeddahica Hemaid
- Ruellia jiboia E.C.O.Chagas & Costa-Lima
- Ruellia jimulcensis Villarreal
- Ruellia jussieuoides Schltdl. & Cham.
- Ruellia kalungae G.V.R.Mendonça & M.J.Silva
- Ruellia kerrii Craib
- Ruellia kleinii C.Ezcurra & Wassh.
- Ruellia kuriensis Vierh.
- Ruellia lactea Cav.
- Ruellia lanatoglandulosa (Nees) Lindau
- Ruellia lasiostachya Leonard
- Ruellia laslobasensis E.A.Tripp
- Ruellia latibracteata D.N.Gibson
- Ruellia latisepala Benoist
- Ruellia laxa (Nees) Lindau
- Ruellia leonardiana Hammel
- Ruellia lepidota Urb.
- Ruellia leptosepala Benoist
- Ruellia leucantha Brandegee
- Ruellia leucobracteatus Durkee
- Ruellia liesneri Wassh.
- Ruellia linearibracteolata Lindau
- Ruellia lindaviana Taub.
- Ruellia linifolia Benoist
- Ruellia lithophila Lindau
- Ruellia longepetiolata (Oerst.) Hemsl.
- Ruellia longifilamentosa Lindau
- Ruellia longifolia (Stocks) T. Anderson
- Ruellia longipedunculata Lindau
- Ruellia lucindae U.G.Fern., Kameyama & E.A.Tripp
- Ruellia lutea (Leonard) E.A.Tripp & Luján
- Ruellia luzona Nees
- Ruellia luzoniensis Merr.
- Ruellia macarenensis Leonard
- Ruellia macrantha Lindau
- Ruellia macrophylla Vahl
- Ruellia macrosiphon Kurz
- Ruellia macrosolen Lillo ex C.Ezcurra
- Ruellia magniflora C.Ezcurra
- Ruellia makoyana Closon
- Ruellia malaca Leonard
- Ruellia malacophylla C.B. Clarke
- Ruellia malasica (C.B.Clarke) J.B.Imlay
- Ruellia matagalpae Lindau
- Ruellia matudae Leonard
- Ruellia maya T.F. Daniel
- Ruellia mcvaughii T.F. Daniel
- Ruellia megasphaera Lindau
- Ruellia mellosilvae U.G.Fern., Kameyama & E.A.Tripp
- Ruellia menthoides (Nees) Hiern
- Ruellia metziae Tharp
- Ruellia microcalyx (Nees) Lindau
- Ruellia mira McDade & E. Tripp
- Ruellia misera Benoist
- Ruellia mollis (Nees) Lindau
- Ruellia monanthos (Nees) Bojer ex T. Anderson
- Ruellia morongii Britton
- Ruellia muelleri Tharp & F.A.Barkley
- Ruellia multifolia (Nees) Lindau
- Ruellia napoensis Wassh.
- Ruellia neoneesiana Wassh.
- Ruellia neowedia (Schrad.) Lindau
- Ruellia nitens Lindau
- Ruellia nitida (Nees) Wassh. & J.R.I. Wood
- Ruellia nobilis (S. Moore) Lindau
- Ruellia noctiflora (Nees) A. Gray
- Ruellia nocturna Hedrén
- Ruellia norvegigratiosa McDade & E. Tripp
- Ruellia novogaliciana T.F. Daniel
- Ruellia nudiflora (Engelm. & A. Gray) Urb.
- Ruellia nummularia Benoist
- Ruellia oaxacana Leonard
- Ruellia obliqua Pers.
- Ruellia obtusa Nees
- Ruellia ochroleuca Mart. ex Nees
- Ruellia odorata E. Tripp & McDade
- Ruellia ovalifolia (Oerst.) Hemsl.
- Ruellia palustris Durkee
- Ruellia panamensis (Lindau) E.A.Tripp
- Ruellia paniculata L.
- Ruellia panucana Lindau
- Ruellia parryi A. Gray
- Ruellia parva Lindau
- Ruellia parvifolia Urb.
- Ruellia patula Jacq.
- Ruellia pauciovulata Benoist
- Ruellia paulayana Vierh.
- Ruellia pedunculata Torr. ex A. Gray
- Ruellia pedunculosa (Nees) Lindau
- Ruellia pereducta Standl.
- Ruellia perrieri Benoist
- Ruellia petiolaris (Nees) T.F. Daniel
- Ruellia philippinensis Elmer
- Ruellia phyllocalyx Lindau
- Ruellia pilosa (Nees) Pav. ex Nees
- Ruellia pinetorum Fernald
- Ruellia pinguicula U.G.Fern., Kameyama & E.A.Tripp
- Ruellia pittieri Lindau
- Ruellia placoidea Rendle
- Ruellia pohlii (Nees) E.A.Tripp & T.F.Daniel
- Ruellia poissonii Benoist
- Ruellia potamophila Leonard
- Ruellia praeclara Standl.
- Ruellia praetermissa Schweinf. ex Lindau
- Ruellia primulacea F.Muell. ex Benth.
- Ruellia primuloides Heine
- Ruellia pringlei Fernald
- Ruellia prostrata Poir.
- Ruellia proxima Lindau
- Ruellia pseudopatula Ensermu
- Ruellia pterocaulon Leonard
- Ruellia puberula (Leonard) Tharp & F.A. Barkley
- Ruellia pulcherrima T.Anderson ex Hemsl.
- Ruellia pulverulenta Leonard
- Ruellia pumila (Nees) Pav. ex B.D.Jacks.
- Ruellia purshiana Fernald
- Ruellia putumayensis Leonard
- Ruellia pygmaea Donn. Sm.
- Ruellia quartziticola Callm., E.A.Tripp & Phillipson
- Ruellia quipungoensis I.Darbysh. & E.A.Tripp
- Ruellia rasa Hieron.
- Ruellia rauhii Wassh.
- Ruellia reitzii Wassh. & L.B.Sm.
- Ruellia repens L.
- Ruellia resupinata E.A.Tripp & T.F.Daniel
- Ruellia rheophytica J.R.I.Wood & Hoyos-Gómez
- Ruellia richardsiae Vollesen
- Ruellia riedeliana (Nees) Profice
- Ruellia rosmarinus (Nees) U.G.Fern. & Kameyama
- Ruellia rubiginosa (Nees) Lindau
- Ruellia rubra Aubl.
- Ruellia rufipila Rizzini
- Ruellia ruiziana (Nees) Lindau
- Ruellia rusbyi Leonard
- Ruellia saccata Schmidt-Leb. & E. Tripp
- Ruellia saccifera Benoist
- Ruellia saeri Llamozas
- Ruellia salmeronensis Llamozas
- Ruellia salviifolius (Nees) Profice
- Ruellia sanguinea Griseb.
- Ruellia sarukhaniana Ramamoorthy
- Ruellia saulensis Wassh.
- Ruellia scabrifolia Valeton
- Ruellia scarlatina M.J.Silva
- Ruellia sceptrum-marianum (Vell.) Stearn
- Ruellia schlechtendaliana (Nees) Hemsl.
- Ruellia schnellii Wassh.
- Ruellia serrana Profice
- Ruellia sessilifolia Lindau
- Ruellia shaferiana Urb.
- Ruellia siamensis J.B.Imlay
- Ruellia sibua (Nees) I.M.Turner
- Ruellia silvaccola (Nees) Lindau
- Ruellia simplex C.Wright
- Ruellia singularis Benoist
- Ruellia siraensis Wassh.
- Ruellia sivarajanii Sreedevi, Remadevi & Binojk.
- Ruellia solitaria Vell.
- Ruellia sororia Standl.
- Ruellia spatulifolia Benoist
- Ruellia spectabilis (Hook.) G.Nicholson
- Ruellia spissa Leonard
- Ruellia splendidula Lindau
- Ruellia sprucei Lindau
- Ruellia stelligera Benoist
- Ruellia stemonacanthoides (Oerst.) Hemsl.
- Ruellia stenophylla C.B. Clarke
- Ruellia steyermarkii Wassh.
- Ruellia strepens L.
- Ruellia subringens Lindau
- Ruellia subsessilis (Nees) Lindau
- Ruellia taboleirana E.C.O.Chagas & Costa-Lima
- Ruellia tachiadena (Heine & A.Raynal) E.A.Tripp
- Ruellia tarapotana Lindau
- Ruellia terminalis (Nees) Wassh.
- Ruellia tessmannii Mildbr.
- Ruellia tetragona Link
- Ruellia tetrastichantha Lindau
- Ruellia thyrsostachya Lindau
- Ruellia togoensis (Lindau) Heine
- Ruellia tolimensis Leonard
- Ruellia trachyphylla Lindau
- Ruellia transitoria Benoist
- Ruellia treubiana Lindau
- Ruellia tuberosa L.
- Ruellia tubiflora Kunth
- Ruellia tubulata (Nees) Pav. ex B.D.Jacks.
- Ruellia turbinis Benoist
- Ruellia tuxtlensis Ramamoorthy & Hornelas
- Ruellia umbrosa M.J.Silva
- Ruellia uribei Leonard
- Ruellia ventricosa Poir.
- Ruellia venusta Hance
- Ruellia verbasciformis (Nees) C.Ezcurra & Zappi
- Ruellia villanovensis Colla
- Ruellia villosa Lindau
- Ruellia vincta Benoist
- Ruellia violacea Aubl.
- Ruellia viridiflora Leonard
- Ruellia viscidula Mart. ex Schrank
- Ruellia wasshauseniana E.A.Tripp
- Ruellia whitneyana E.A.Tripp
- Ruellia woodii C.B. Clarke
- Ruellia woolstonii C. Ezcurra
- Ruellia wurdackii Wassh.
- Ruellia yurimaguensis Lindau